# Regiões de desenvolvimento da Romênia

Mapa das regiões de desenvolvimento da Romênia

As regiões de desenvolvimento da Romênia (em romeno: regiunile de dezvoltare ale României) referem-se às oito divisões regionais criadas na Romênia em 1998 a fim de melhor coordenar o desenvolvimento regional, durante o processo de integração na União Europeia. As regiões de desenvolvimento correspondem ao 2.º nível (NUTS II) da Nomenclatura das Unidades Territoriais para Fins Estatísticos da União Europeia.
Apesar de serem cada vez mais significativas em projetos de desenvolvimento regional, as regiões de desenvolvimento romenas não têm estatuto administrativo nem órgãos político-administrativos próprios, servindo essencialmente para a atribuição de fundos do Programa de ajuda comunitária aos países da Europa Central e Oriental (Phare) e para recolha de dados estatísticos regionais. Servem igualmente para coordenar vários projetos de desenvolvimento regional e se tornaram-se membros do Comité das Regiões quando a Romênia aderiu à União Europeia em 1 de janeiro de 2007.[carece de fontes?]
| Região          | Região           | Habitantes em 2011 | Habitantes em 2011 | Área (em km²) | Área (em km²) | hab./km² | PIB total em 2014 (mihões de €) | € per capita | PPC (mihões de €) | PPC per capita (€) | % da média da UE (PPC) |
| --------------- | ---------------- | ------------------ | ------------------ | ------------- | ------------- | -------- | ------------------------------- | ------------ | ----------------- | ------------------ | ---------------------- |
| Romênia         | Romênia          | 20 121 641         | 100%               | 238 391       | 100%          | 84,4     | 150 230                         | 7 500        | 301 801           | 15 200             | 55%                    |
| Macroregiunea 1 |                  |                    |                    |               |               |          |                                 |              |                   |                    |                        |
|                 | Noroeste         | 2 600 132          | 12,9%              | 34 159        | 14,3%         | 76,1     | 16 925                          | 6 500        | 34 001            | 13 100             | 48%                    |
|                 | Centro           | 2 360 805          | 11,7%              | 34 082        | 14,3%         | 69,3     | 16 600                          | 7 100        | 33 349            | 14 200             | 52%                    |
| Macroregiunea 2 |                  |                    |                    |               |               |          |                                 |              |                   |                    |                        |
|                 | Nordeste         | 3 302 217          | 16,4%              | 36 850        | 15,5%         | 89,6     | 15 387                          | 4 700        | 30 912            | 9 500              | 34%                    |
|                 | Sudeste          | 2 545 923          | 12,7%              | 35 762        | 15%           | 71,2     | 16 935                          | 6 800        | 34 020            | 13 600             | 50%                    |
| Macroregiunea 3 |                  |                    |                    |               |               |          |                                 |              |                   |                    |                        |
|                 | Sul-Muntênia     | 3 136 446          | 15,6%              | 34 489        | 14,5%         | 90,9     | 18 234                          | 5 900        | 36 630            | 11 900             | 43%                    |
|                 | Bucareste-Ilfov  | 2 272 163          | 11,3%              | 1 811         | 0,8%          | 1 254,6  | 40 453                          | 17 700       | 81 267            | 35 600             | 129%                   |
| Macroregiunea 4 |                  |                    |                    |               |               |          |                                 |              |                   |                    |                        |
|                 | Sudoeste-Oltênia | 2 075 642          | 10,3%              | 29 212        | 12,3%         | 71,1     | 11 288                          | 5 600        | 22 677            | 11 200             | 41%                    |
|                 | Oeste            | 1 828 313          | 9,1%               | 32 028        | 13,4%         | 57,1     | 14 285                          | 7 900        | 28 698            | 15 800             | 58%                    |